# Eleições presidenciais nos Estados Federados da Micronésia (2007)
As eleições presidenciais de 2007 nos Estados Federados da Micronésia ocorreram no dia 11 de maio de 2007.
O eleição do Presidente da Federação Micronésia é feita indirectamente pelo parlamento do país.
Manny Mori foi eleito na sessão inaugural da 15ª legislatura do país, como sétimo Presidente dos Estados Federados da Micronésia, sucedendo assim a Joseph Urusemal. Como vice-presidente foi eleito Alik L. Alik.
A tomada de posse foi feita no mesmo dia da eleição.